# 第37回日本ラグビーフットボール選手権大会
第37回日本ラグビーフットボール選手権大会は、2000年（平成12年）2月13日から2月27日まで秩父宮ラグビー場及び近鉄花園ラグビー場及び国立霞ヶ丘競技場陸上競技場で行われた日本ラグビーフットボール選手権大会である。

## 概要
今大会は15年ぶりに関西の大学ラグビーチームが出場した。

## 出場チーム
8チーム
社会人
- 神戸製鋼(第52回全国社会人大会優勝チーム・2年連続9回目)
- ワールド(第52回全国社会人大会準優勝チーム・初出場)
- トヨタ自動車(第52回全国社会人大会ベスト4チーム・3年連続7回目)
- NEC(第52回全国社会人大会ベスト4チーム・初出場)

大学
- 慶應義塾大学(第36回大学選手権優勝校・2年連続4回目)
- 関東学院大学(第36回大学選手権準優勝校・3年連続3回目)
- 同志社大学(第36回大学選手権ベスト4校・15年ぶり6回目)
- 大東文化大学(第36回大学選手権ベスト4校・5年ぶり3回目)

## 試合結果

### 1回戦
2月13日(日)
秩父宮ラグビー場　第1試合
- 神戸製鋼 89-7 大東文化大学

秩父宮ラグビー場　第2試合
- NEC 52-29 慶應義塾大学

近鉄花園ラグビー場　第1試合
- トヨタ自動車 49-25 関東学院大学

近鉄花園ラグビー場　第2試合
- ワールド 66-15 同志社大学

### 2回戦
2月20日(日)
秩父宮ラグビー場
- ワールド 19-21 トヨタ自動車

近鉄花園ラグビー場
- 神戸製鋼 41-27 NEC

### 決勝
| 2月27日 14:00 | 神戸製鋼                                                                                                   | 49 - 20 | トヨタ自動車                                                  | 国立霞ヶ丘競技場陸上競技場 レフリー: 岩下真一 |
| 2月27日 14:00 | トライ: ラーセン 大畑大介 ミラー 八ッ橋修身 吉田明 苑田右二 小村淳 コンバート: ミラー(4/7) PK: ミラー(2/2) | Report  | トライ: 勝野大(2) コンバート: 廣瀬佳司(2/2) PK: 廣瀬佳司(2/2) | 国立霞ヶ丘競技場陸上競技場 レフリー: 岩下真一 |

| FB       | 15 | 八ッ橋修身           |
| RW       | 14 | 大畑大介             |
| OC       | 13 | 吉田明               |
| IC       | 12 | 元木由記雄           |
| LW       | 11 | 増保輝則 ()          |
| FH       | 10 | アンドリュー・ミラー |
| SH       | 9  | 苑田右二             |
| N8       | 8  | 伊藤剛臣             |
| OF       | 7  | 冨岡洋               |
| BF       | 6  | 小村淳               |
| RL       | 5  | ブレア・ラーセン     |
| LL       | 4  | 小泉和也             |
| TP       | 3  | 清水秀司             |
| HK       | 2  | 弘津英司             |
| LP       | 1  | 中道紀和             |
| Coach:   |    |                      |
| 萩本光威 |    |                      |

| FB     | 15 | 曽我部匡史               |
| RW     | 14 | 難波英樹                 |
| OC     | 13 | 勝野大                   |
| IC     | 12 | 大籔正光                 |
| LW     | 11 | パティリアイ・ツイドラキ |
| FH     | 10 | 廣瀬佳司                 |
| SH     | 9  | 大原勝治                 |
| N8     | 8  | エロル・ブレイン         |
| OF     | 7  | 石井龍司                 |
| BF     | 6  | 菅原大志                 |
| RL     | 5  | 山下正博                 |
| LL     | 4  | 椎村公彦                 |
| TP     | 3  | 高橋一彰                 |
| HK     | 2  | 中嶋信彦                 |
| LP     | 1  | 木村賢一                 |
| Coach: |    |                          |
| 田村誠 |    |                          |

| 日本ラグビーフットボール選手権大会 第37回大会 優勝 |
| -------------------------------------------------- |
| 神戸製鋼 5年ぶり8回目                              |